# Canela (Rio Grande do Sul)
Canela é um município brasileiro do estado do Rio Grande do Sul. Localiza-se na Serra Gaúcha, mais precisamente na Região das Hortênsias, e faz divisa com as cidades de Gramado, São Francisco de Paula, Caxias do Sul e Três Coroas. A cidade é conhecida por atrações turísticas como a Cascata do Caracol, o Parque da Ferradura e a Catedral de Pedra.
Um dos mais importantes destinos turísticos do Rio Grande do Sul, a cidade de Canela teve seu primeiro núcleo urbano formado em 1903, quando o Coronel João Ferreira Corrêa da Silva se instalou no local. Em 28 de dezembro de 1944, a Lei Estadual nº 717 criou o município, que foi instalado quatro dias depois em 1º de janeiro de 1945.
Localiza-se a uma latitude 29º21'56" sul e a uma longitude 50º48'56" oeste, estando a uma altitude de 837 metros. Sua população estimada em 2018 foi de 44.489 habitantes, segundo o Instituto Brasileiro de Geografia e Estatística. Possui uma área de 252,91 km², representando 0,0947 por cento do território gaúcho.

## História

### Povoamento
A Serra Gaúcha foi habitada, antigamente, pelos índios caingangues. Nos séculos XVIII e XIX, estes foram desalojados violentamente por ação de matadores de indígenas, os chamados "bugreiros". Estes foram contratados, pelo governo imperial brasileiro, para abrir espaço para a instalação de imigrantes europeus na região, visando a um "embranquecimento" da população brasileira, que, na época, era predominantemente negra ou mestiça. Ao mesmo tempo, a região era desbravada por descendentes de açorianos, os chamados "tropeiros", que utilizavam a região para o descanso do gado.

### Emancipação

Canela, 1966. Arquivo Nacional.

Um dos mais importantes destinos turísticos do Rio Grande do Sul, a cidade de Canela teve seu primeiro núcleo urbano formado em 1903, quando o coronel João Ferreira Corrêa da Silva se instalou no local. Foi sob sua organização que se construiu a estrada para Taquara, de cujo território Canela fazia parte, e se instituíram os principais serviços. A principal praça de Canela recebeu o nome em homenagem a esse desbravador. O clima saudável e as belezas naturais deram sustentação à procura da cidade como centro de veraneio desde os anos 1930 e especialmente a partir dos 1940.
Foi nessa época também que surgiu o movimento emancipacionista liderado por Pedro Sander, Nagibe da Rosa, Danton Corrêa da Silva, Attilio Zugno e Pedro Oscar Selbach. Em 28 de dezembro de 1944, a Lei Estadual nº 717 criou o município, que foi instalado quatro dias depois em 1º de janeiro de 1945. A estrada de ferro e as usinas de Canastra e Bugres colaboraram para consolidar a importância de Canela.

## Geografia

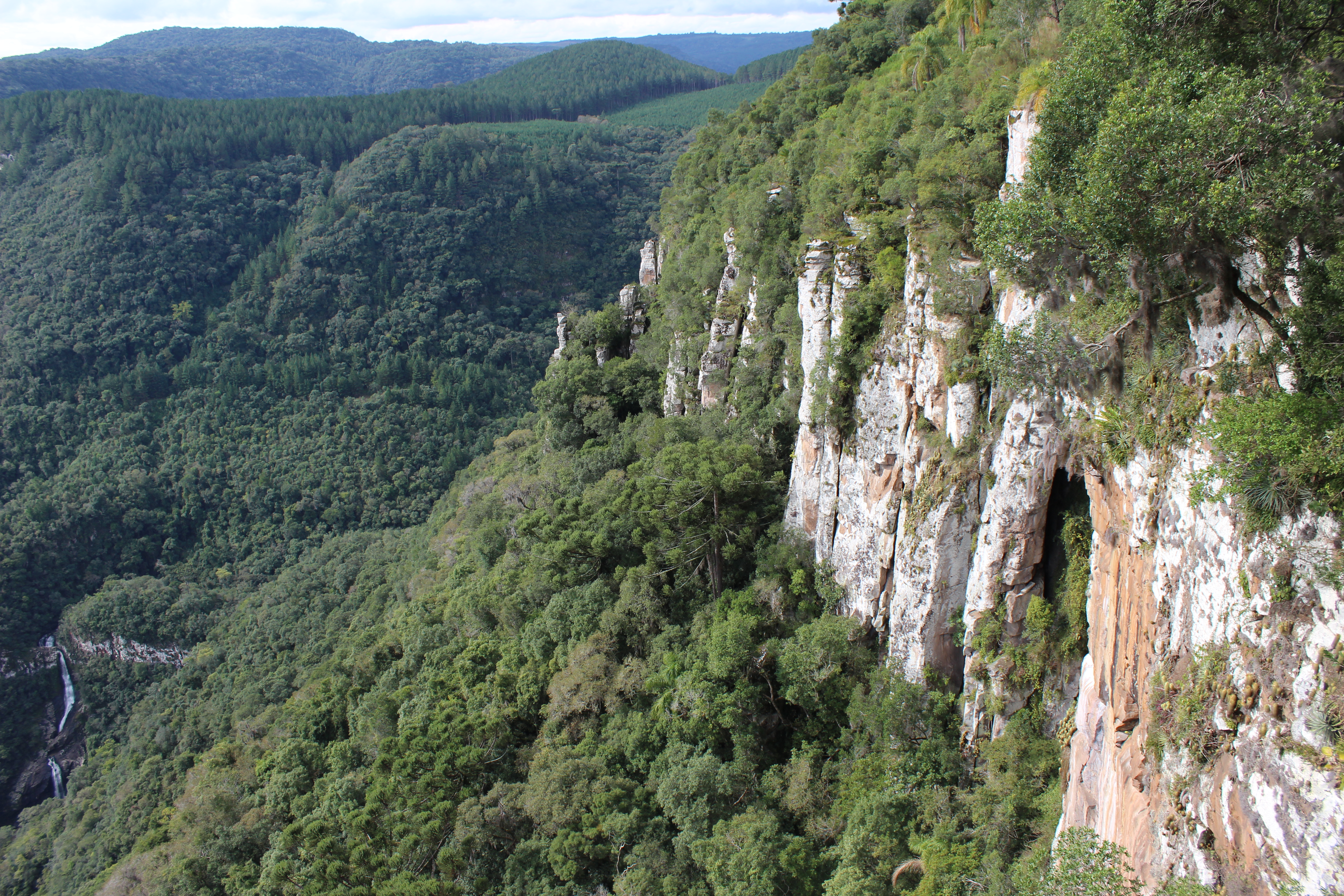
Canyon da Ferradura no Parque da Ferradura.

Cascata do Caracol, no Parque Estadual do Caracol.

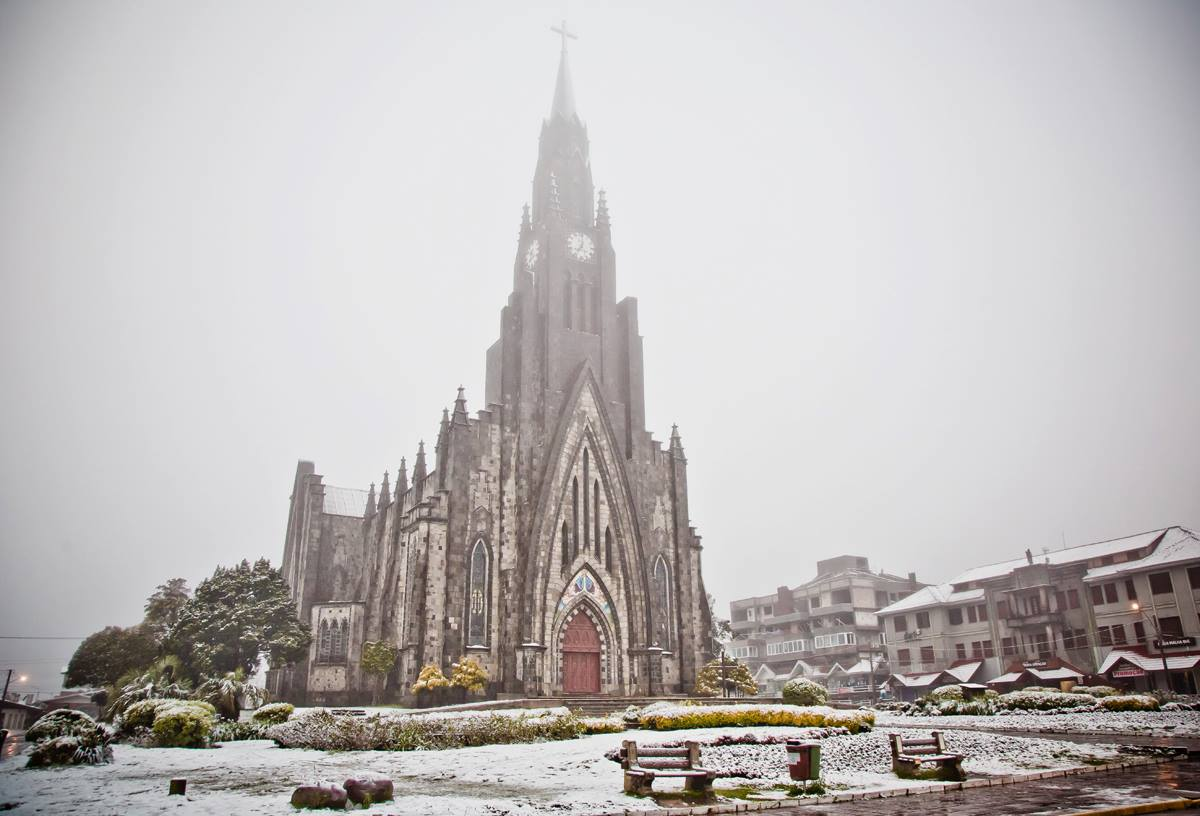
Neve em Canela em 29 de agosto de 2013.

A geografia de Canela é bastante variada, o município conta com relevo bastante acentuado e vegetação variada. Localiza-se a uma latitude 29º21'56" sul e a uma longitude 50º48'56" oeste, estando a uma altitude de 837 metros. Sua população estimada em 2018 foi de 44.489 habitantes, segundo o Instituto Brasileiro de Geografia e Estatística.
Possui área de 252,91 km², representando 0,0947 por cento do território gaúcho, 0,0452 por cento da área da Região Sul do Brasil e 0,003 por cento de todo o território brasileiro. Está a 123 quilômetros de Porto Alegre por via asfáltica (via RS-020), e 84,20 quilômetros em linha reta. Localizada na Encosta Inferior do Nordeste, no Rio Grande do Sul, faz divisa com Três Coroas (ao sul), Gramado (a sudoeste), Caxias do Sul (a noroeste) e São Francisco de Paula (a nordeste).

### Relevo
Canela está localizada na Serra Gaúcha, mais precisamente na Região das Hortênsias. Possui um relevo bastante acidentado, tendo sua área urbana localizada a 837 metros de altitude. A combinação desse relevo com a hidrografia abundante proporciona à Canela diversas cascatas e vales, sendo que entre os mais conhecidos estão a Cascata do Caracol e o vale do Quilombo e do Parque da Ferradura.

### Hidrografia
O município é cortado pelo rio Santa Cruz, pelo Rio Paranhana e por vários riachos e nascentes (inclusive a nascente do rio Paranhana). O município também conta com diversos lagos artificiais e açudes, utilizados como pontos turísticos, para a irrigação das lavouras e como locais para pesca.
Canela possui duas usinas hidrelétricas em seu território, a Usina Hidrelétrica de Canastra, com 44,00 MW de potência instalada, e a Usina Hidrelétrica Bugres, com 11,50 MW de potência instalada. Ambas estão localizadas no curso do rio Paranhana e contam também com águas do rio Santa Cruz, desviado por um túnel de 2 080 metros de comprimento e 2,2 metros de diâmetro desde a Barragem do Salto, em São Francisco de Paula.

### Vegetação
A vegetação nativa de Canela é de mata atlântica com araucárias.

### Clima
O município de Canela possui um clima oceânico (Cfb, segundo a classificação climática de Köppen-Geiger). A temperatura média anual é de 16 °C. Normalmente, a temperatura mínima nos meses mais frios é de 8 °C e a temperatura máxima nos meses mais quentes é de 28 °C e raramente são inferiores a 0 °C ou superiores a 30 °C. Em Canela os invernos possuem geadas e ocasionalmente queda de neve.
Segundo dados do Instituto Nacional de Meteorologia (INMET), referentes ao período de 1972 a 1983, 1988 a 1989 (até 31 de janeiro) e desde 2008 (a partir de 27 de agosto), a menor temperatura registrada em Canela foi de −3,9 °C em 14 de julho de 1972 e a maior atingiu 34,1 °C em 7 de fevereiro de 2014. O maior acumulado de precipitação em 24 horas chegou a 142 milímetros (mm) em 17 de outubro de 2016.
Outros grandes acumulados iguais ou superiores a 100 mm foram: 127,4 mm em 29 de julho de 1980, 118,2 mm em 4 de dezembro de 1972, 118,1 mm em 8 de janeiro de 1973, 109,2 mm em 30 de junho de 2020, 108,2 mm em 14 de outubro de 2015, 107,2 mm em 12 de setembro de 1988 e 100,8 mm em 6 de dezembro de 1978.
| Dados climatológicos para Canela | Dados climatológicos para Canela | Dados climatológicos para Canela | Dados climatológicos para Canela | Dados climatológicos para Canela | Dados climatológicos para Canela | Dados climatológicos para Canela | Dados climatológicos para Canela | Dados climatológicos para Canela | Dados climatológicos para Canela | Dados climatológicos para Canela | Dados climatológicos para Canela | Dados climatológicos para Canela | Dados climatológicos para Canela |
| Mês | Jan                              | Fev                              | Mar                              | Abr                              | Mai                              | Jun                              | Jul                              | Ago                              | Set                              | Out                              | Nov                              | Dez                              | Ano                              |
| --- | -------------------------------- | -------------------------------- | -------------------------------- | -------------------------------- | -------------------------------- | -------------------------------- | -------------------------------- | -------------------------------- | -------------------------------- | -------------------------------- | -------------------------------- | -------------------------------- | -------------------------------- |
| Temperatura máxima recorde (°C) | 32,4                             | 34,1                             | 32                               | 29,8                             | 27,2                             | 25,6                             | 27                               | 29,4                             | 31,6                             | 32,7                             | 31,9                             | 33,2                             | 34,1                             |
| Temperatura máxima média (°C) | 27,8                             | 27,5                             | 26,5                             | 24,1                             | 20,5                             | 19,1                             | 18,6                             | 21                               | 21,6                             | 23,7                             | 25,5                             | 27,4                             | 23,6                             |
| Temperatura mínima média (°C) | 17,2                             | 17,1                             | 15,9                             | 13,5                             | 10,3                             | 8,7                              | 7,8                              | 9,1                              | 10,4                             | 12,7                             | 13,9                             | 16                               | 12,7                             |
| Temperatura mínima recorde (°C) | 7,6                              | 8,8                              | 4,6                              | 0,7                              | 0                                | −3                               | −3,9                             | −2                               | −0,2                             | 2,1                              | 2,8                              | 5,7                              | −3,9                             |
| Precipitação (mm) | 214,1                            | 203,5                            | 164,7                            | 138,6                            | 144                              | 141,9                            | 174,2                            | 143,2                            | 186,1                            | 220,2                            | 161,5                            | 187,3                            | 2 079,3                          |
| Fontes: INMET (recordes de temperatura: 01/01/1972 a 31/12/1983, 01/01/1988 a 31/01/1989 e 27/08/2008-presente) e Weather Data (médias climatológicas) |                                  |                                  |                                  |                                  |                                  |                                  |                                  |                                  |                                  |                                  |                                  |                                  |                                  |

## Demografia

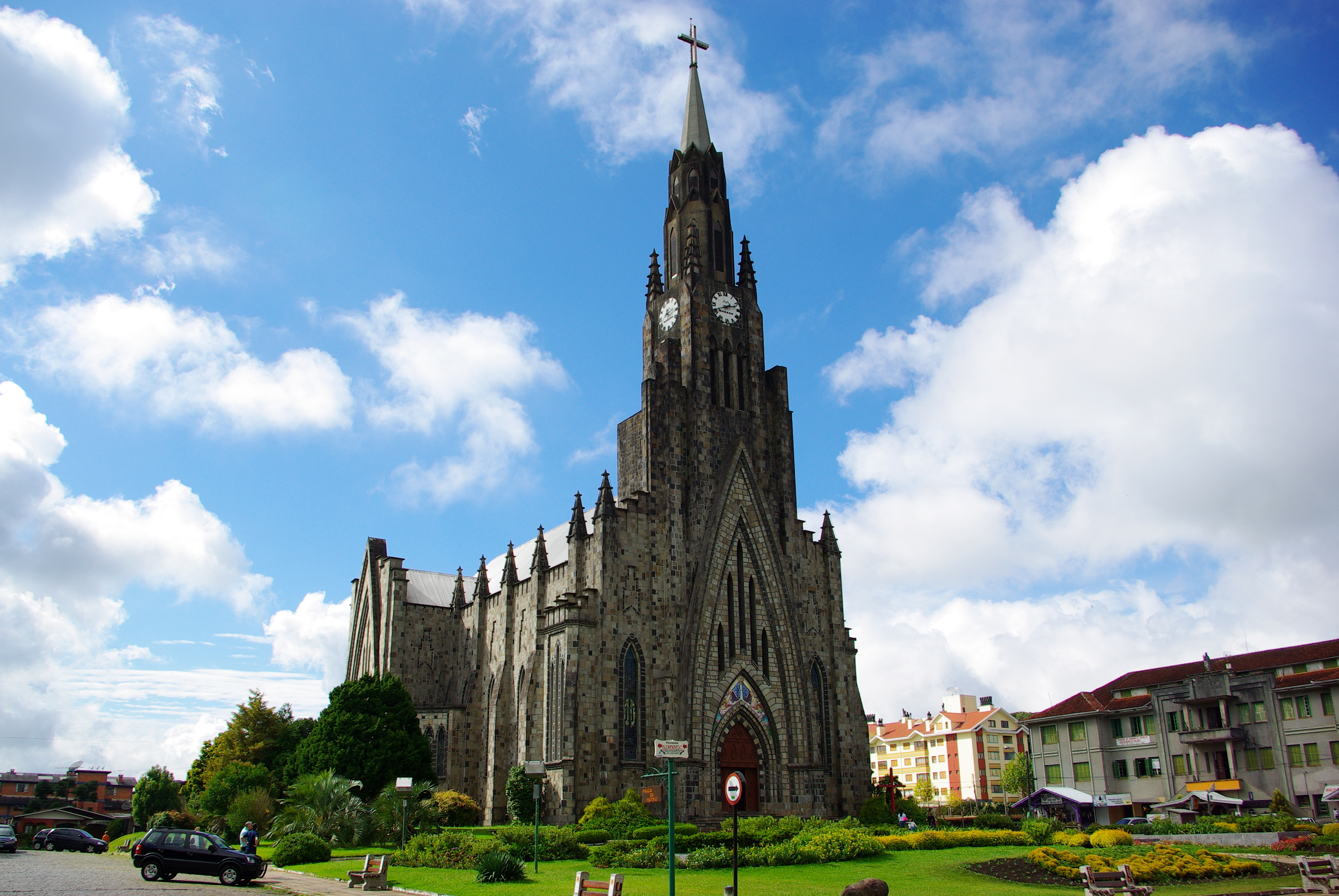
Igreja Nossa Senhora de Lourdes, uma das atrações turísticas de Canela

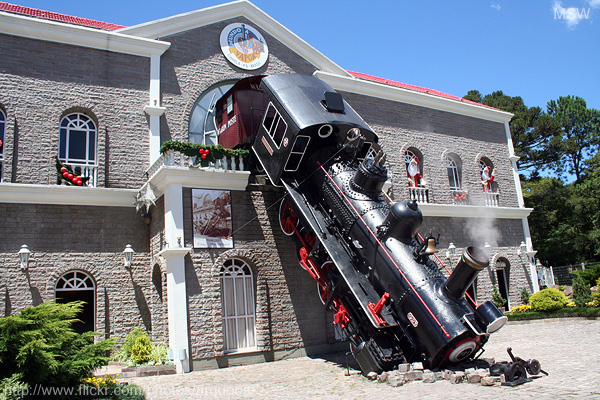
Fachada do Mundo a Vapor

A população do município em 2014 era estimada pelo Instituto Brasileiro de Geografia e Estatística (IBGE) em 42 057 habitantes, sendo o 49° município mais populoso do estado, apresentando densidade populacional de 157,7 habitantes por quilômetro quadrado.

## Economia
Como em toda a Região das Hortênsias a economia do município gira em torno do turismo. Canela possui diversos hotéis e pousadas.

### Turismo
Ao lado de Gramado — cidade distante 6 km de Canela —, o município é um dos principais destinos turísticos brasileiros, contando com rede hoteleira abrangente, desde pequenas hospedarias até hotéis confortáveis. A cidade começou a despontar para o turismo com a abertura de um cassino, no Palace Hotel, em 1944, atraindo visitantes do centro do país e de países vizinhos. No ano seguinte, com a proibição do jogo no Brasil, o turismo sofreu um duro golpe, reduzindo por anos a atividade turística no município.
Em 2004, é criado o Grupo de Pousadas da Serra Gaúcha, em uma iniciativa capitaneada pelo Sebrae, com o intuito de fortalecer os hotéis e pousadas da região e melhorar seus serviços e a qualificação de seus colaboradores. O grupo reúne 14 pousadas, de Canela, Gramado e Nova Petrópolis, facilitando promoções conjuntas, permitindo um planejamento e uma racionalização na divulgação do município, além de oferecer vantagens para os hóspedes, com um cartão chamado de Hóspede Vip, que dá descontos em diversos estabelecimentos da região.
As principais atrações turísticas são: Alpen Park, Mundo a Vapor, Parque da Ferradura, Parque do Caracol, Catedral de Pedra, Mirante Laje de Pedra, Museu do Automóvel de Canela, entre outras.

## Governo e política

### Símbolos oficiais
Bandeira
A bandeira de Canela é composta por um fundo com três faixas verticais, sendo a central na cor branca, e as laterais na cor azul. Sobre a faixa central, é visto o brasão do município.
Brasão
O brasão de Canela traz em seu desenho central as imagens de uma caneleira, de duas torres de transmissão de energia, representando as usinas hidrelétricas do município e a Cascata do Caracol, marco turístico importante da cidade.

## Infraestrutura
Canela conta com uma grande rede de infraestrutura. Estão localizadas, no município, duas usinas hidrelétricas da Companhia Estadual de Energia Elétrica, fornecendo energia para toda a região. Em Canela, 9 491 clientes consomem 62 126 megawatts por hora. A cidade possui uma completa infraestrutura hoteleira, com 19 hotéis, 39 pousadas, um albergue e um flat, totalizando 3 924 leitos.

### Educação
Existem 18 escolas de ensino pré-escolar, sendo 10 escolas públicas municipais e 8 escolas particulares. Para ensino fundamental existem 22 unidades escolares, sendo destas 7 escolas públicas estaduais, 13 escolas públicas municipais e 2 escolas particulares. Canela também possui ensino médio representado por 3 escolas públicas estaduais e 2 escolas particulares. Em 2006, foram realizadas 701 matrículas no ensino pré-escolar, 6.394 matrículas no ensino fundamental e 1 824 matrículas no ensino médio em Canela.
A população da cidade é atendida por duas instituições de ensino superior, sendo uma universidade (pertencente à Universidade de Caxias do Sul) e uma faculdade de hotelaria (pertencente à Castelli Escola Superior de Hotelaria).
| Pessoas com 10 ou mais anos sem instrução ou com menos de 1 ano de estudo | 6,1 %  |
| Pessoas com 10 ou mais anos de idade com 1 a 3 anos de estudo             | 15,9 % |
| Pessoas com 10 ou mais anos de idade com 4 a 7 anos de estudo             | 45,0 % |
| Pessoas com 10 ou mais anos de idade com 8 a 10 anos de estudo            | 15,4 % |
| Pessoas com 10 ou mais anos de idade com 11 a 14 anos de estudo           | 15,3 % |
| Pessoas com 10 ou mais anos de idade com 15 anos ou mais de estudo        | 2,3 %  |

### Saúde
O município possui, entre hospital, postos de saúde e clínicas, 12 estabelecimentos de saúde. A prefeitura municipal mantém 7 postos de saúde. A cidade também conta com algumas clínicas e o Hospital Filantrópico de Caridade de Canela. Este hospital possui 70 leitos de internação através do Sistema Único de Saúde, convênios e particulares, centro cirúrgico, centro obstétrico e ambulatório.
Um levantamento do Instituto de Pesquisa Econômica Aplicada, divulgado em junho de 2008, coloca a saúde pública de Canela na sexta posição de todo o Brasil. No estudo realizado pelo Ipea, três índices registrados entre 1991 e 2000 foram considerados: mortalidade até um ano, óbitos até cinco anos e probabilidade de vida até os 60 anos.

### Transportes

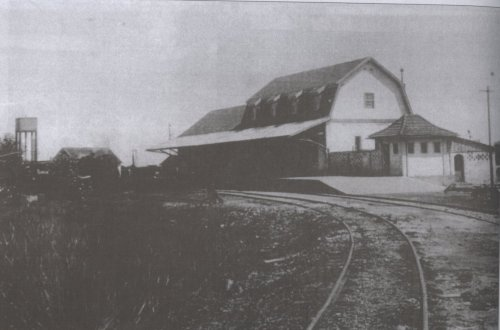
Estação férrea de Canela em 1925

A cidade é cortada pela RS-235, ligando-se a Gramado ao sul e a São Francisco de Paula a nordeste. Também estão no município as rodovias RS-466, que liga a cidade ao Parque Estadual do Caracol e a RS-476 que liga a localidade de Saiqui ao distrito de Cazuza Ferreira, pertencente a São Francisco de Paula. Contudo, há outras vias de menor importância e que ligam Canela aos seus vizinhos ou até mesmo a suas localidades distantes da cidade. Também existe um grande número de ruas e avenidas importantes em sua zona urbana.
O município possui o único aeroporto da região. O aeroporto de Canela está localizado às margens da RS-235, próximo à divisa com Gramado. Possui uma pista asfaltada com 1 260 metros de comprimento e cabeceiras de 6 por 24 metros. Esse aeroporto não opera rotas comerciais, atendendo apenas voos fretados, particulares e turísticos. Canela possuiu uma estação ferroviária, pertencente à Linha de Canela da antiga Viação Férrea do Rio Grande do Sul. Essa estação foi construída em 1922, inaugurada em 14 de agosto de 1924 e desativada em 1963, juntamente com a ferrovia, posteriormente suprimida. A edificação foi transformada em um centro cultural sobre o trem.